# Unión por la República y la Democracia
La Unión por la República y la Democracia (URD) es un partido político de Malí creado en junio de 2003 y liderado por Soumaïla Cisse. Surgió de una escisión de la Alianza para la Democracia en el Partido Mali-Africano para la Solidaridad y la Justicia (ADEMA-PASJ).

## Historia
En junio de 2003 se creó la URD por activistas disidentes de la Alianza para la Democracia en el Partido Mali-Africano para la Solidaridad y la Justicia (Adema-PASJ) reunidos en torno a Soumaïla Cissé, excandidato a las elecciones presidenciales de 2002, que consideró haber sido abandonado por el partido.  
En las elecciones municipales de 2004, la URD se situó en segunda posición con 1,636 concejales municipales elegidos. Ali Farka Touré es elegido alcalde de Niafunké a la cabeza de una lista de URD. 
URD apoya al presidente saliente Amadou Toumani Touré en las elecciones presidenciales de Malí de 2007 y obtiene 34 diputados en las siguientes elecciones legislativas. 
El 5 de abril de 2008 el Partido Maliense para el Progreso Social (PMPS Ciwara Ton ), reunido en un congreso extraordinario en la Maison des jeunes en Bamako, decide disolverse e incorporarse al URD. El PMPS, creado en 1991, estaba presidido por Moriba Samaké.
Los días 17 y 18 de septiembre de 2011 la Unión para la República y la Democracia elige a Soumaïla Cissé como candidato del partido a las elecciones presidenciales de 2013 en dónde fue derrotado. 
El 23 de noviembre de 2014 Soumaila Cissé asumió la dirección del partido en sustitución de Younoussi Touré. 
En las elecciones presidenciales de 2018 volvió a aspirar Soumaïla Cissé por el partido y fue derrotado nuevamente, mientras que en las parlamentarias de 2020 el partido obtuvo 19 escaños en la Asamblea Nacional.   

## Resultados elecctorales

### Parlamentarias
| Elecciones | Escaños |
| ---------- | ------- |
| 2007       | 34/147  |
| 2013       | 16/147  |
| 2020       | 19/147  |

### Presidenciales
| Elecciones                                                  | Elecciones | Candidato              | Votos     | %     | Estado       |
| ----------------------------------------------------------- | ---------- | ---------------------- | --------- | ----- | ------------ |
| 2007                                                        | I vuelta   | Amadou Toumani Touré a | 1.612.912 | 71,20 | Sí Elegido   |
| 2013                                                        | I vuelta   | Soumaïla Cissé         | 605.901   | 19,44 | No Derrotado |
| 2013                                                        | II vuelta  | Soumaïla Cissé         | 679.258   | 22,39 | No Derrotado |
| 2018                                                        | I vuelta   | Soumaïla Cissé         | 567.679   | 17,78 | No Derrotado |
| 2018                                                        | II vuelta  | Soumaïla Cissé         | 879.235   | 32,83 | No Derrotado |
| a Apoyado también por la Alianza para la Democracia en Malí |            |                        |           |       |              |